# Drôme
Die Drôme ist ein Fluss im Südosten Frankreichs, der im gleichnamigen Département Drôme in der Region Auvergne-Rhône-Alpes verläuft. 

## Flusslauf
Die Drôme entspringt in den französischen Voralpen auf 1600 Metern Höhe im Gemeindegebiet von La Bâtie-des-Fonds und entwässert generell Richtung Nordwest bis West. Nach rund 111 Kilometern mündet die Drôme südlich von Valence, im Gemeindegebiet von Loriol-sur-Drôme, als linker Nebenfluss in die Rhône. Sie ist ein typisch mediterraner Fluss, der im Sommer wenig Wasser führt und sich im Frühling und Herbst in ein reißendes Gewässer verwandelt.
Die Drôme ist, ähnlich wie der weiter südwestlich liegende Fluss Ardèche, ein attraktives Revier für den Kajak- und Kanusport; die Befahrung des oberen Flussabschnitts wird nur geübten Paddlern empfohlen.
In ihrem Unterlauf, zwischen Crest und Loriol-sur-Drôme, mäandriert sie durch die Réserve naturelle des Ramières, ein Naturschutzgebiet nationaler Bedeutung mit zahlreichen Tier- und Pflanzenarten.
Seit 2001 führt bei Crest eine 93 Meter lange Holzbrücke über die Drôme. Es handelt sich um die längste Holzbrücke Frankreichs.

## Orte am Fluss
- La Bâtie-des-Fonds
- Luc-en-Diois
- Die
- Crest
- Livron-sur-Drôme